# 哈茨山麓赫尔登
哈茨山麓赫尔登是德国下萨克森州的一个市镇。总面积7.82平方公里，总人口1078人，其中男性534人，女性544人（2011年12月31日），人口密度138人/平方公里。